# Shrek SuperSlam
Shrek SuperSlam är ett fightingspel med figurer från Shrek-serien av filmer.

## Handling
Spelet fokuserar på Shrek och hans vänner som försöker få Åsnans ungar att somna på något sätt. Efter att en av ungarna av misstag förstör familjens historiebok, beslutar sig vännerna för att berätta om sina egna historier för att få dem att somna.